# Jan Onufry Orłowski
Jan Onufry Orłowski herbu Lubicz (ur. ok. 1750 – zm. 1811) – łowczy nadworny koronny w 1789 roku, podkomorzy latyczowski w latach 1786-1789, chorąży latyczowski w latach 1782-1786, łowczy bracławski w 1773 roku, podstarości kamieniecki w latach 1773-1780, regent grodzki latyczowski w latach 1769-1772, poseł, targowiczanin. Dziadek Delfiny Potockiej, muzy romantyków polskich.

## Życiorys
Syn Dominika Orłowskiego, pułkownika wojsk husarskich oraz Katarzyny Pruszyńskiej herbu Rawicz. Ojciec Jana Onufrego dożył sędziwej starości i zmarł w wieku 103 lat. 
Poseł podolski i sędzia sejmowy na sejmie 1780 roku. Jako poseł z województwa podolskiego na Sejm Czteroletni od 1790 złożył protest przeciwko konstytucji 3 maja. Figurował na liście posłów i senatorów posła rosyjskiego Jakowa Bułhakowa w 1792, która zawierała zestawienie osób, na które Rosjanie mogą liczyć przy rekonfederacji i obaleniu dzieła 3 maja. Był członkiem konfederacji targowickiej, delegowany przez nią do zasiadania w deputacji do ułożenia formy rządu. Rotmistrz targowickiej formacji Brygady Kawalerii Narodowej "Złotej Wolności" Pod Imieniem Województwa Podolskiego.
W 1791 został odznaczony Orderem Orła Białego, w 1785 został kawalerem Orderu Świętego Stanisława. 